# 1615
| [ Edytuj tabelę ]              | |
| Król Polski                    | - 1587 Zygmunt III Waza 1632 |
| Współksiążęta Andory           | - 1610 Bernat de Salba i Salba 1622 - 1610 Ludwik XIII 1643                                                                                 |
| Król Anglii i Szkocji          | - 1603 Jakub I 1625 |
| Elektor Brandenburgii          | - 1608 Jan Zygmunt 1619 |
| Książę Bawarii                 | - 1597 Maksymilian I Bawarski 1623 |
| Sułtan Brunei                  | - 1605 Hassan 1619 |
| Cesarz Chin                    | - 1572 Wanli 1620 |
| Król Czech                     | - 1611 Maciej Habsburg 1619 |
| Król Danii                     | - 1588 Chrystian IV 1648 |
| Dalajlama                      | - 1589 Jonten Gjaco 1616 |
| Cesarz Etiopii                 | - 1606 Susnyjos I 1632 |
| Król Francji                   | - 1610 Ludwik XIII 1643 |
| Król Gruzji                    | - 1614 Tejmuraz I 1632 |
| Król Hiszpanii                 | - 1598 Filip III 1621 |
| Landgraf Hesji-Kassel          | - 1592 Maurycy Uczony 1627 |
| Stadhouder Holandii            | - 1584 Maurycy Orański 1625 |
| Szach Iranu                    | - 1587 Abbas I Wielki 1629 |
| Państwo Wielkich Mogołów       | - 1605 Dżahangir 1627 |
| Król Irlandii                  | - 1603 Jakub I Stuart 1625 |
| Cesarz Japonii                 | - 1611 Go-Mizunoo 1629 |
| Kalif                          | - 1603 Ahmed I 1617 |
| Patriarcha Konstantynopola     | - 1612 Tymoteusz II 1620 |
| Władca Korei                   | - 1608 Kwanghaegun 1623 |
| Książę Kurlandii i Semigalii   | - 1587 Fryderyk Kettler 1642 - 1587 Wilhelm Kettler 1616                                                                                    |
| Książę Liechtensteinu          | - 1608 Karol I 1627 |
| Książę Monako                  | - 1612 Honoriusz II 1662 |
| Król Nawarry                   | - 1610 Ludwik XIII 1643 |
| Król Norwegii                  | - 1588 Chrystian IV 1648 |
| Sułtan Omanu                   | - 1560 Abd Allah ibn Muhammad 1624 |
| Elektor Palatynatu             | - 1610 Fryderyk V 1623 |
| Papież                         | - 1605 Paweł V 1621 |
| Książę Parmy i Piacenzy        | - 1592 Ranuccio I 1622 |
| Król Portugalii                | - 1598 Filip II 1621 |
| Książę w Prusach               | - 1568 Albrecht Fryderyk 1618 - 1608 Jan Zygmunt 1620                                                                                       |
| Car Rosji                      | - 1613 Michał I 1645 |
| Cesarz Rzymski (niemiecki)     | - 1612 Maciej Habsburg 1619 |
| Kapitanowie Regenci San Marino | - 1614 Giuliano Belluzzi Teodoro Leonardelli 1615 - 1615 Girolamo Gozi Francesco Giannini 1615 - 1615 Orazio Belluzzi Flaminio Cionini 1616 |
| Elektor Saksonii               | - 1611 Jan Jerzy I Wettyn 1656 |
| Król Szkocji                   | - 1567 Jakub VI 1625 |
| Król Szwecji                   | - 1611 Gustaw II Adolf 1632 |
| Król Tajlandii                 | - 1611 Songtham 1628 |
| Sułtan Turków                  | - 1603 Ahmed I 1617 |
| Doża Wenecji                   | - 1612 Marcantonio Memmo 1615 - 1615 Giovanni Bembo 1618                                                                                    |
| Król Węgier                    | - 1608 Maciej 1619 |
| Książęta Wirtembergii          | - 1608 Jan Fryderyk 1628 |

Rok 1615 / MDCXV
stulecia: XVI wiek ~
XVII wiek ~
XVIII wiek

lata: 1605 «
1610 «
1611 «
1612 «
1613 «
1614 «
1615
» 1616
» 1617
» 1618
» 1619
» 1620
» 1625

## Wydarzenia w Polsce
- 12 lutego-27 marca – w Warszawie obradował sejm zwyczajny[1].

- Pierwszy dokument wspominający wieś Wisła w powiecie cieszyńskim.
- Wydano „Dzieje Polski” autorstwa Jana Długosza - por 19 V 1480.
- Kasper Cichocki w dziele Alloquiorum Osiecensium libri quinque krytykuje protestanckie rządy Jakuba I.
- najazd Tatarów, którzy oblegają Lwów
- Założenie osady Gordeyken, znanej dzisiaj pod nazwą Dubienniki, koło Gołdapi na Mazurach.
- Najazd Piotra Konaszewicza Sahajdacznego na Stambuł.
- Sformowano w Polsce oddział lekkiej jazdy zwanej lisowczykami.

## Wydarzenia na świecie
- 4 czerwca – wojska sioguna Ieyasu Tokugawy zdobyły po oblężeniu należący do rodu Toyotomi zamek w Osace.
- 14 czerwca – Jacob Le Maire i Willem Corneliszoon Schouten wypłynęli z holenderskiego Texel w pierwszą wyprawę do Indii Holenderskich trasą zachodnią.
- 25 grudnia – Jacob Le Maire i Willem Corneliszoon Schouten odkryli Wyspę Stanów.

## Urodzili się
- 13 marca – Antonio Pignatelli del Rastrello, papież Innocenty XII (zm. 1700)

- Data dzienna nieznana:
  - Mateusz Kohyōe, japoński dominikanin, męczennik, święty katolicki (zm. 1633)

## Zmarli
- 4 marca – Hans von Aachen, malarz niemiecki, manierysta (ur. 1552)
- 10 marca – Jan Ogilvie, święty katolicki, szkocki jezuita (ur. 1579)
- 27 marca – Małgorzata Walezjuszka, królowa Francji i Nawarry, pierwsza żona Henryka IV (ur. 1553)

## Święta ruchome
- Tłusty czwartek: 26 lutego
- Ostatki: 3 marca
- Popielec: 4 marca
- Niedziela Palmowa: 12 kwietnia
- Wielki Czwartek: 16 kwietnia
- Wielki Piątek: 17 kwietnia
- Wielka Sobota: 18 kwietnia
- Wielkanoc: 19 kwietnia
- Poniedziałek Wielkanocny: 20 kwietnia
- Wniebowstąpienie Pańskie: 28 maja
- Zesłanie Ducha Świętego: 7 czerwca
- Boże Ciało: 18 czerwca